# Ernst Papst
Ernst August Papst (* 31. Mai 1843 in Lößnitz (Erzgebirge); † 14. November 1921 in Aue) war ein deutscher Unternehmer in der Stadt Aue. Im Jahr 1913 wurde er Ehrenbürger der Stadt.

## Leben
Nach Schulbesuch und einer Lehre machte sich Ernst Papst nach der in Aue beschlossenen Gewerbefreiheit selbstständig. Er stellte unter anderem Geräte für die Hauswirtschaft wie Siebe, Schüsseln und dergleichen her, auch Wasch- und Wringmaschinen folgten bald. Schließlich ging er zur Produktion von Spulen für die Tuchmacherei über, aus ersten hölzernen Exemplaren entstanden bald Spulen aus verzinntem Blech.
Papst hatte in seinen Produktionsbereichen die Gefahr von Bränden erkannt und sorgte im Jahr 1870 dafür, dass innerhalb eines Turnvereins eine Freiwillige Feuerwehr zur schnellen Schadensbekämpfung gegründet wurde. Das war die Grundlage für die Entwicklung des Feuerlöschwesens in Aue.
Wegen der rasant steigenden Nachfrage nach seinen Produkten und den dazugehörigen Maschinen wurde Papst nun selbst Hersteller von Ausrüstungen für die Textilindustrie wie Spindeln. Er gründete 1872 die Blechspulen- und Metallhülsenfabrik und verkaufte seine Maschinen bald nicht nur innerhalb Deutschlands, sondern exportierte sie auch in andere europäische Länder.
Entsprechend seiner Bedeutung für den wirtschaftlichen Aufstieg Aues verliehen die Stadtväter Ernst Papst anlässlich seines 70. Geburtstags im Jahr 1913 die Ehrenbürgerwürde.